# Мисс Бум Бум
Мисс Бум Бум (порт. Miss Bum Bum) — ежегодный бразильский (2011-2018 гг.), затем всемирный (с 2019 г.) конкурс красоты, на котором определяется обладательница лучших ягодиц.
Конкурс основан в 2011 году журналистом и предпринимателем Какау Оливером. В конкурсе на тот момент принимали участие 27 девушек, по одной от каждого из 26 штатов и федерального округа. Победительница кроме звания получает 50 000 бразильских реалов (примерно 15 000 долларов США по состоянию на ноябрь 2016 года), модельные контракты и становится знаменитостью в Бразилии.

## Победительницы
- 2022 — Каролина Леккер
- 2021 — Лунна ЛеБланк[5]
- 2020 — Лу Дуарте[6]
- 2019 — Сьюзи Кортес (Suzy Cortez)[7]
- 2018 — Эллен Сантана (Ellen Santana)[8]
- 2017 — Рози Оливейра (Rosie Oliveira)[9]
- 2016 — Эрика Канела (Erika Canela)[10]
- 2015 — Сьюзи Кортес (Suzy Cortez)[11]
- 2014 — Индианара Карвальо (Indianara Carvalho)[12]
- 2013 — Дэи Маседо (Dai Macedo)[13]
- 2012 — Карин Фелизардо (Carine Felizardo)[14][15]
- 2011 — Розана Феррейра (Rosana Ferreira)[16][17]

## Критика
В июне 2013 года английская журналистка Дейзи Донован, работающая на канале Channel 4, заявила что популярные телевизионные шоу в Бразилии, в том числе «Мисс Бум Бум», объективизируют и деградируют женщин. Она назвала шоу «захватывающим праздником плоти», и сказала, что она чувствовала себя неуклюже, наблюдая финал, добавив: «Это немного обескураживает, быть женщиной здесь и не одетой в зубную нить».

## Происшествия
В октябре 2013 года модели Мари Соуза и Элиана Амарал были обвинены в даче взяток судьям конкурса.
В 2014 году модель Ливия Сантос была дисквалифицирована по подозрению в подкупе жюри.